# Assemblea della Corsica
L'Assemblea della Corsica (in francese Assemblée de Corse, in corso Assemblea di Corsica) è l'organo elettivo della Collettività Territoriale della Corsica. Ha sede ad Ajaccio, in Corsica. Corrisponde a un consiglio regionale francese con dei poteri deliberativi aggiunti.

## Storia
Prima del 1975, la Corsica era un unico dipartimento della regione Provenza-Alpi-Costa Azzurra (chiamato fino al 1975 col nome di Provenza-Alpi-Costa Azzurra-Corsica).
Col distacco della Corsica nel 1975 viene costituito il Consiglio regionale locale, con pochi poteri e fortemente controllato da Parigi.
Con la legge del 2 marzo 1982 il Consiglio regionale della Corsica viene soppresso e al suo posto viene istituita l'Assemblea della Corsica però solo con la funzione di potere esecutivo.
La legge del 13 maggio 1991 istituisce la Collettività territoriale della Corsica, composta da tre entità:
- Il Consiglio esecutivo della Corsica, che ha le funzioni esecutive, che invece nelle altre regioni francesi ha il Presidente del consiglio regionale. È il vero e proprio governo della Corsica, assume la stabilità e la coerenza per la gestione degli affari riguardanti la Corsica.
- L'Assemblea della Corsica, organo deliberativo, dotata di competenze più estese rispetto ad altre regioni.
- Il Consiglio economico, sociale e culturale della Corsica, organo consultivo.

## Terminologia
I membri dell'Assemblea della Corsica non sono chiamati come nel resto delle regioni della Francia consiglieri regionali, ma fino al 1991 erano chiamati consiglieri territoriali in riferimento alla collettività territoriale della Corsica. Dal 1991 sono chiamati consiglieri dell'Assemblea della Corsica. Nel linguaggio corrente sono chiamati semplicemente consiglieri.

## Sistema di voto
I consiglieri dell'Assemblea della Corsica sono 63, eletti per 6 anni con scrutinio di lista bloccato a due turni. Al primo turno è necessaria la maggioranza assoluta mentre al secondo turno basta solo la maggioranza relativa.
la lista che ottiene o al secondo turno la maggioranza ottiene il premio di maggioranza cioè 3 seggi. Gli altri seggi sono assegnati col proporzionale con gli altri seggi assegnati alle altre forze.
Contrariamente agli altri esecutivi dei consigli regionali francesi, i membri dell'esecutivo della collettività territoriale della Corsica non possono essere anche consiglieri dell'assemblea. La loro elezione all'esecutivo necessita le loro dimissioni dall'assemblea.

## Consiglieri dell'Assemblea della Corsica
(Consigliatura 2010-2014)

### L'Alternance
- Dominique Bucchini, presidente dell'Assemblea della Corsica
- Jean-Charles Orsucci, Primo vicepresidente dell'Assemblea
- Pascaline Castellani, Secondo vicepresidente dell'Assemblea
- Antoine Orsini
- M.-H. Padovani-Valentini
- Michel Stefani
- Josette Risterucci
- Rosy Ferri-Pisani
- Viviane Biancarelli
- Balthazar Federici
- Simone Donsimoni-Calendini
- Jean-Baptiste Luccioni
- Laetitia Casalta
- Etienne Bastelica
- Annonciade Nielini
- François Tatti
- Marie-Jeanne Fedi
- Pierre Chaubon
- Benoîte Martelli
- François Mosconi
- Marie-Paule Houdemer
- Marc-Antoine Nicolai

### Rassembler pour la Corse
- Camille de Rocca Serra
- Anne Marie Natali
- Ange Santini
- Stéphanie Grimaldi
- Jean-Jacques Panunzi
- Diane Pasqualaggi-Bedu
- Antoine Sindali
- Christine Guerrini
- Marcel Francisci
- Nathalie Ruggieri
- Etienne Suzzoni
- Marie-Antoinette Santoni-Brunelli

### Femu a Corsica
- Gilles Simeoni
- Nadine Nivaggioni
- Jean-Christophe Angelini
- Agnès Simonpietri
- Jean Biancucci
- Christine Colonna
- Xavier Luciani
- Mattea Lacave
- Hyacinthe Vanni
- Fabienne Giovannini
- Michel Castellani

### Corsica Libera
- Jean-Guy Talamoni
- Véronique Sciaretti
- Paul-Felix Benedetti
- Josepha Giacometti